# Tankisty

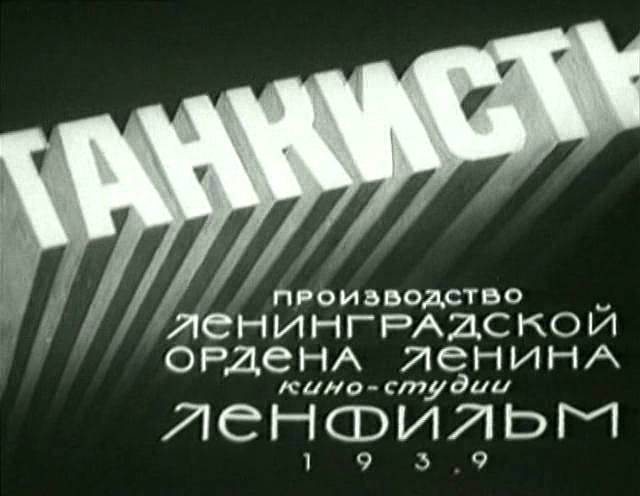
Titoli del film

Tankisty (Танкисты) è un film del 1939 diretto da Zinovij Drapkin e Robert Aleksandrovič Majman.